# Iso lo
Pour plus de détails, voir Fiche technique et Distribution.
Iso lo est un documentaire franco-sénégalais réalisé par Mansour Sora Wade, sorti en 1994.

## Synopsis
À la découverte de l'univers musical de Ismaël Lô. Réalisé autour d'une tournée de cet artiste, ce pèlerinage au cœur de l'Afrique de la main du réalisateur Mansour Sora Wade nous entraîne aux sources de sa musique.

## Fiche technique
- Titre : Iso lo
- Réalisation : Mansour Sora Wade
- Montage : Claude Santiago
- Image : Pape Gora Seck
- Musique : Ismaël Lô
- Son : Robert Laoud
- Interprètes : Ismaël Lô
- Producteurs : Ndiouga Moctar Ba et Franck Schneider
- Production : La Huit – Kus, KUS Production, Arcanal, CCF de Dakar
- Pays d'origine :  Sénégal /  France
- Genre : documentaire
- Durée : 46 minutes (0 h 46)
- Dates de sortie :